# جون هوب (لاعب كرة قاعدة)
جون هوب (بالإنجليزية: John Hope)‏ هو لاعب كرة قاعدة أمريكي، ولد في 21 ديسمبر 1970 في فورت لودرديل في الولايات المتحدة، وتوفي في 18 أبريل 2018 في لاودرهيل في الولايات المتحدة.

## وصلات خارجية
- جون هوب على موقع دوري كرة القاعدة الرئيسي (الإنجليزية)
- جون هوب على موقعبيزبول رفرنس.كوم (الدوري الرئيسي) (الإنجليزية)
- جون هوب على موقعبيزبول رفرنس.كوم (الدوري الثانوي) (الإنجليزية)